# Miobunus johnhickmani
Miobunus johnhickmani is een hooiwagen uit de familie Triaenonychidae.